# Hostinger
Hostinger Internacional, Ltd. es un proveedor de alojamiento web y dominios web. Fundada en el año 2004, Hostinger ahora posee más de 30 millones de usuarios, en conjunto con filiales en 178 países.
La empresa ofrece servicios de alojamiento web compartido, en la nube y VPS con MySQL, FTP y PHP así como una fácil integración con WordPress, Shopify, Drupal, etc.
También podemos encontrar un amplio abanico de guías en su web sobre los principales CMS.
Hostinger es una compañía asociada con 000Webhost, Niagahoster y Weblink.

## Historia
Fundada en Kaunas, Lituania, la compañía fue originalmente nombrada Hosting Media.
En 2011, cambió su nombre a Hostinger después de conseguir 1 millón de usuarios.
Sobre el año 2007, la filial 000Webhost fue establecida, proporcionando alojamiento web libre en todo el mundo, y en 2008, una marca de alojamiento web de los EE. UU. (Hosting24) fue lanzada con centros de datos en Asheville, NC, y Reino Unido.
Después de una expansión internacional rápida, otra marca de alojamiento web y una compañía fue lanzada en Indonesia (Niagahoster.co.id), justo antes de Hostinger Internacional lograra los 10 millones de usuarios.
En 2014, ya los servicios de Hostinger estaban localizados en 39 países y fue establecida una compañía en Brasil junto con una nueva marca (weblink.com.br).
Un nuevo centro de datos y una compañía en Singapur fue lanzada en octubre del mismo año (2014).

## Filiales
La compañía actualmente tiene cinco filiales bajo su propiedad:
- 2004 - Hostinger. Establecimiento lituano basado en Kaunas.
- 2007 - 000Webhost. Establecido en 2007.
- 2008 - Hosting24. Plataforma de alojamiento de sitios web.[7]
- 2013 - Niagahoster. Empresa de alojamiento web Indonesia, lanzada en 2013.[8]
- 2014 - Weblink. Marca de alojamiento web lanzada en 2014, con sede en Brasil.

## Controversias

### YouHosting  clausura y abandono graduales
Entre 2014 y 2015, Hostinger había abandonado su plataforma de alojamiento de revendedor gratuito, derivada en sí de la tecnología 000webhost, YouHosting, que existía desde marzo de 2011.
Alrededor de 2014, para molestia de muchos usuarios de la comunidad, los revendedores enviaban correos electrónicos no solicitados a nuevos clientes cada seis meses desde su suscripción.
Si bien los rumores de una 'nueva actualización' (que presumiblemente se convirtió en la reestructuración de toda la compañía en 2017) circularon por los foros de YouHosting a mediados de finales de 2015, no salió nada.
Muchos de los miembros de toda la vida, especialmente el exempleado de Hostinger NL Hans, migraron a MyOwnFreeHost (con tecnología de iFastNet) para sus necesidades de revendedores gratuitos.

### Filtración de datos en 000webhost
El 27 de octubre de 2015, 000webhost reveló que se habían filtrado 150  millones de contraseñas de su base de datos de usuarios. Esto se realizó a través de un exploit en la versión de PHP que luego se ejecutó en los servidores asignados para 000webhost desde al menos 2008.
=